# Bingumer Sand
Der Bingumer Sand ist eine kleine Flussinsel in der Ems vor dem Rheiderländer Ufer bei Bingum in Ostfriesland. Sie ist Teil des Naturschutzgebiets Emsauen zwischen Ledamündung und Oldersum. Unweit des Bingumer Sands befindet sich die Jann-Berghaus-Brücke.

## Funktion
Die natürlich entstandene Insel wird heute als Schutz für die Bingumer Marina genutzt. Im Sommer dient die Insel zudem als Weidefläche für Kühe. Zum Schutz vor plötzlich eintretenden Sturmfluten wurde eine etwa zwei Meter hohe Erhebung aufgeschüttet. Im Winter werden die Kühe per Fähre aufs Festland gebracht. Bis ca. 1970 standen hohe Masten einer zum Mittelspannungsnetz gehörenden Freileitungskreuzung über die Ems auf dem Bingumer Sand. Drei verbliebene Betonfundamente (zwei auf der Insel, eines auf dem Deichvorland der Rheiderländer Seite) zeugen noch heute davon.